# شهرک قصر فیروزه
شهرک قصر فیروزه، برای اسکان پرسنل نیروی هوایی شاهنشاهی در اوایل دههٔ پنجاه خورشیدی در منتهی‌الیه شرقی تهران ساخته شد. شهرک قصر فیروزه دارای دو فاز یک و دو می‌باشد که به قصرفیروزه یک و قصرفیروزه دو معروف‌اند. این شهرک‌ها به منطقه افسریه و شهرک والفجر، بزرگراه بسیج (افسریه) و پادگان‌ها و سایت‌های نظامی نیروی هوایی ارتش محدود می‌شوند.
این دو شهرک در منطقه ۱۴ شهرداری تهران واقع است.
ورزشگاه تختی و آرامگاه زرتشتیان تهران نزدیک قصر فیروزه واقع شده‌است.